# Območje prepovedi letenja
Obmóčje prepôvedi letênja je vojaško definirano območje, nad katerim nekaterim zrakoplovom ni dovoljeno leteti.

## Pretekla območja prepovedi letenja

### Razprava o območju prepovedi letenja nad Ukrajino, 2022
Takoj po ruski invaziji na Ukrajino februarja 2022, ukrajinska vlada je večkrat pozvala NATO, naj uveljavi območje prepovedi letenja nad Ukrajino, vendar je vojaško zavezništvo zavrnilo zahtevo, ker bi tvegalo nadaljnje stopnjevanje in neposreden vojaški spopad z Rusijo ter dvomi o njeni vrednosti pri zaščiti ukrajinskih naselij med neselektivnimi napadi ruskega kopenskega topništva.